# Козлов, Николай Николаевич (учёный)
Николай Николаевич Козлов — советский и российский учёный в области разработки и обеспечения испытаний сложных систем вооружения и военной техники, доктор технических наук, профессор, заслуженный деятель науки Российской Федерации.

## Биография
Родился 8 марта 1938 г. в г. Гаврилов Посад Ивановской области.
На военной службе с 1 сентября 1955 по 30 июня 1994 года.
Окончил Киевское высшее инженерное радиотехническое училище (КВИРТУ) ПВО (1959). Служил «измерителем» в в/ч 03080 (Государственный научно-исследовательский испытательный полигон № 10 МО СССР).
С 1964 года преподавал в КВИРТУ ПВО. Создал школу научных исследований «Математическое обеспечение сложного эксперимента».
С 1984 года в 45-м ЦНИИ МО: начальник отдела, начальник управления, заместитель начальника института по научной работе. Полковник.
После увольнения с воинской службы (1994) продолжил работу в 45-м ЦНИИ МО в должности главного научного сотрудника.
Специалист в области разработки и обеспечения испытаний сложных систем вооружения и военной техники.

## Награды и звания
- Доктор технических наук
- Профессор
- Заслуженный деятель науки Российской Федерации
- Орден Красной Звезды (1982)
- Орден «За службу Родине в Вооруженных Силах» III степени (1988)
- 13 государственных и ведомственных медалй

## Публикации
Автор и соавтор фундаментальных работ по теории и практике измерительно-информационных систем полигонных испытаний комплексов вооружения различного назначения, в том числе пятитомной монографии:
- Математическое обеспечение сложного эксперимента Текст .: в 5 т./ Ю. А. Белов, В. П. Диденко, Н. Н. Козлов и др.; под общ. ред. И. И. Ляшко. -Киев : Наукова думка, 1982. Т. 1. Обработка измерений при исследовании сложных систем. 300 с.
- Математическое обеспечение сложного эксперимента : В 5-ти т. / [Ю. А. Белов, В. П. Диденко, Н. Н. Козлов и др. ; Под общ. ред. И. И. Ляшко]. — Киев : Наук. думка. — 22 см. [Т.] 2. Математические модели при измерениях. — Киев : Наук. думка, 1983. — 263 с. : ил.; ISBN
- Математическое обеспечение сложного эксперимента : в 5-ти т. Т. 3. Основы теории математического моделирования сложных радиотехнических систем / Ю. А. Белов, Н. Н. Козлов [и др.] ; Ред. И. И. Ляшко. — Киев : Наукова думка, 1985. — 272 с. — Библиогр.: с. 263—270. — 2550 экз.
- Математическое обеспечение сложного эксперимента: В 5-томах. Том 4: Приближённые методы решения задач математического моделирования сложных радиотехнических систем/Ю. А. Белов, Н. Н. Козлов, И. И. Ляшко и др.— Киев: Наукова думка, 1986.-263 с.
- Белов Ю. А., Егоров Б. М., Козлов Н. Н., Ляшко И. И., Макаров В. Л. 1990. Математическое обеспечение сложного эксперимента. — Т. 5: Проблемы построения математического и программного обеспечения измерительно-вычислительных комплексов. — Киев: Наук. думка. — 368 с.

Автор 4 книг и двух учебников для вузов, многочисленных статей, научных отчётов и докладов.